# ميراليم سوليماني
ميراليم سوليماني (بالصربية: Миралем Сулејмани)‏؛ مواليد 5 ديسمبر 1988 في بلغراد، جمهورية يوغسلافيا الاشتراكية الاتحادية، هو لاعب كرة قدم صربي يلعب لنادي بنفيكا ومنتخب صربيا لكرة القدم كلاعب وسط.

## روابط خارجية
- ميراليم سوليماني على موقع الاتحاد الدولي (مؤرشف)  (الإنجليزية)
- ميراليم سوليماني على موقع الاتحاد الأوربي (الإنجليزية)
- ميراليم سوليماني على موقع قاعدة بيانات كرة القدم.إي يو (الإنجليزية)
- ميراليم سوليماني على موقع ناشيونال فوتبول تيمز (الإنجليزية)
- ميراليم سوليماني على موقع Soccerway.com (الإنجليزية)
- ميراليم سوليماني على موقع عالم كرة القدم.نت (الإنجليزية)
- ميراليم سوليماني على موقع كووورة
- ميراليم سوليماني على موقع AS.com (الإسبانية)